# 皮雪 (马恩省)
皮雪（法語：Puisieulx，法語發音：[pɥizjø]）是法国马恩省的一个市镇，位于该省西北部，属于兰斯区和兰斯城市公共社区。

## 地理
皮雪（49°11'35"N, 4°6'48"E）面积9.07 平方千米，位于法国大東部大區马恩省，该省份为法国东北部内陆省份，北起阿登省，西北接埃纳省，西南接塞纳-马恩省，南至奥布省，东南接上马恩省，东临默兹省。
与皮雪接壤的市镇（或旧市镇、城区）包括：诺让拉贝斯、塞尔奈莱兰斯、吕德、马伊香槟、普吕奈、兰斯、圣莱奥纳尔、锡勒里、泰西。
皮雪的时区为UTC+01:00、UTC+02:00（夏令时）。

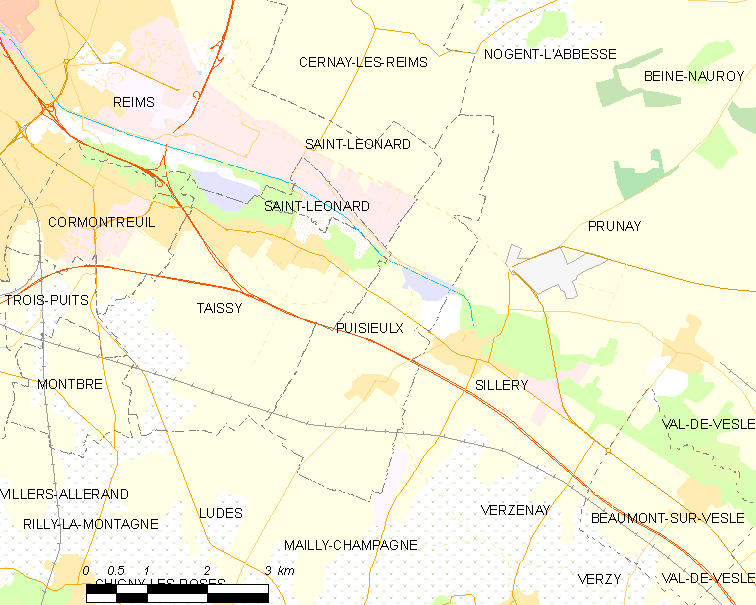
皮雪的OSM定位图

## 行政
皮雪的邮政编码为51500，INSEE市镇编码为51450。

## 政治
皮雪所属的省级选区为兰斯第八县。

## 人口

1962-2008年间皮雪人口变化图示

皮雪于2022年1月1日时的人口数量为452人。